# Adoquín del Pilar
Adoquín del Pilar és un dolç típic de Saragossa, Aragó, encara que el seu origen ens duen cap a Calataiud l'any 1920, quan Manuel Caro els va inventar. Aquesta llaminadura forma part de la cultura i el patrimoni d'Aragó.
Es tracta d'un caramel d'una mida grossa, encara que hi ha variants en aquestes dimensions, que pot tenir uns 500g de pes. A causa de la seva gran mida no hi cap dins la boca i cal llepar-lo hores per poder acabar-lo. Té diversos sabors: llimona, taronja, maduixa, anís...
A l'embolcall hi apareix la imatge de la Verge del Pilar (verge que és venerada a Saragossa) sobre un fons blanc. Dins l'embolcall s'escriuen jotes aragoneses amb humor i cert punt còmic.